# Litauische Rugby-Union-Nationalmannschaft
Die litauische Rugby-Union-Nationalmannschaft vertritt Litauen in der Sportart Rugby Union. Sie spielt in der Division 2A des European Nations Cup und konnte sich bislang noch für keine Weltmeisterschaft qualifizieren. 

## Ergebnisse bei Weltmeisterschaften
- Weltmeisterschaft 1987: nicht teilgenommen, Teil der UdSSR
- Weltmeisterschaft 1991: nicht teilgenommen
- Weltmeisterschaft 1995: nicht qualifiziert
- Weltmeisterschaft 1999: nicht qualifiziert
- Weltmeisterschaft 2003: nicht qualifiziert
- Weltmeisterschaft 2007: nicht qualifiziert (2. Qualifikationsrunde)
- Weltmeisterschaft 2011: nicht qualifiziert (1. Qualifikationsrunde)